# Chiesa di San Giuseppe (Bovolone)
La chiesa di San Giuseppe (conosciuta anche come duomo di Bovolone) è il principale luogo di culto cattolico di Bovolone, in provincia e diocesi di Verona, situato nella piazza centrale del paese.

## Storia
Verso la fine del Settecento la più antica chiesa parrocchiale dei Santi Biagio, Fermo e Rustico si era rivelata di grandezza insufficiente a causa dell'aumento della popolazione locale e nel 1788 l'allora parroco, l'arciprete don Tracco fece redigere all'architetto veronese Luigi Trezza un progetto di ampliamento, che tuttavia non poté essere attuato in seguito alle successive occupazioni napoleonica e austriaca.
Nella prima metà dell'Ottocento, l'arciprete, parroco di Bovolone, don Filippo Accordi, affidò il progetto per l'erezione di una nuova chiesa all'architetto milanese Luigi Clerichetti. Il consiglio comunale concedette la possibilità di edificare il nuovo edificio religioso sull'ex camposanto, adiacente alla chiesa parrocchiale già esistente. La posa della prima pietra si ebbe il 19 settembre del 1844, ma i lavori procedettero a rilento per 22 anni e poi si interruppero.
Nel 1911 il parroco don Lugoboni fece modificare il progetto architettonico in modo da superare gli ostacoli e i lavori ripresero il 14 aprile 1913: vennero eretti i muri delle navate e delle absidi, ma i lavori vennero nuovamente sospesi con la prima guerra mondiale. L'edificazione fu ripresa nel 1922 con il parroco don Bartolomeo Pezzo, e ancora una volta interrotta nel 1928, a causa dei debiti accumulati.
L'arciprete don Pezzo, grazie all'aiuto offerto dalla popolazione, riprese nuovamente l'opera nel 1934 e concluse i lavori nel giro di un anno, in modo che la chiesa poté essere inaugurata e benedetta, sebbene ancora in parte incompiuta, il 5 ottobre del 1935 dal vescovo di Verona. Dopo il completamento la nuova chiesa venne solennemente consacrata il 6 ottobre del 1945.

## Descrizione

### Esterno

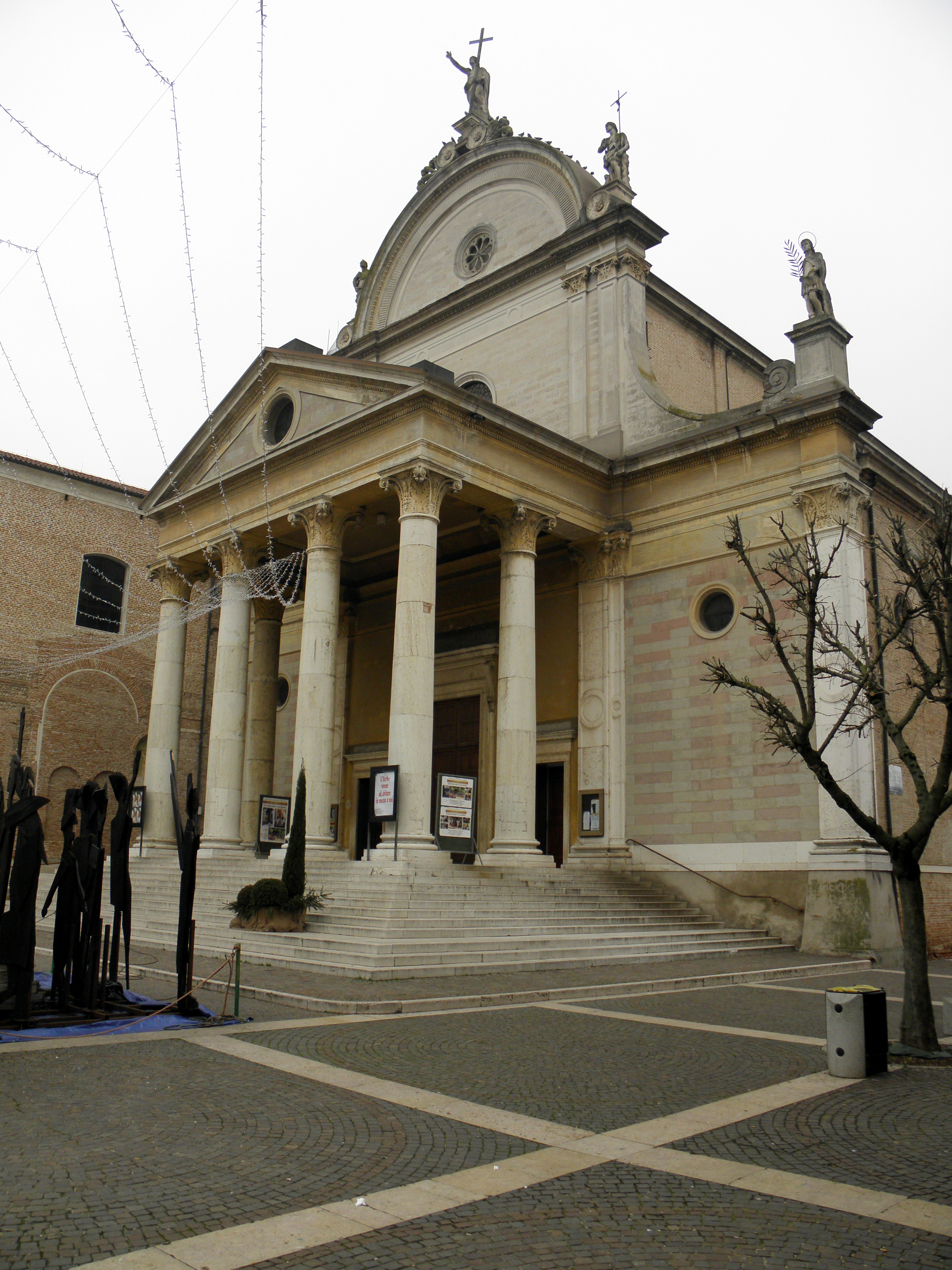
Il pronao.

La chiesa è lunga 64 m ed occupa una superficie di oltre 1600 m². In seguito alla lunga durata dei lavori di edificazione, presenta diversi stili architettonici (neoclassicismo ispirata al rinascimento veneziano nella facciata, ispirazione a modelli paleocristiani di alcune chiese romane nelle navate e nell'abside centrale).
La facciata a salienti in stile neorinascimentale è preceduta da un ampio pronao a sei colonne corinzie, sormontato da un timpano triangolare. Nella parte superiore è presente al centro un rosone circolare e la facciata è coronata dalla statua del Cristo benedicente.
La chiesa è sprovvista di un proprio campanile e viene utilizzato il quattrocentesco campanile della vicina chiesa dei Santi Biagio, Fermo e Rustico, utilizzata come oratorio.

### Interno
L'interno della chiesa, illuminato da ampie monofore, è a tre navate coperte con volta a crociera e separate da arcate a tutto sesto sorrette da colonne con fusti monolitici in marmo rosso di Verona (proveniente dalle cave di Sant'Ambrogio di Valpolicella) e capitelli corinzi.
Il pavimento della navata centrale è stato realizzato nel 1979 ed è in marmi policromi (botticino) disposti geometricamente.
Ognuna delle tre navate termina con un'abside semicircolare. Quella centrale, che accoglie il presbiterio è dominata dall'affresco del catino raffigurante Cristo in trono fra i santi Giuseppe e Biagio e gli Apostoli, opera del pittore veronese Marcello Vianello, ed accoglie l'altare maggiore, in marmo, affiancato dalle due statue in bronzo realizzate nel 1944 e raffiguranti San Biagio e San Giuseppe. Gli emicicli che contengono gli altari sono separati dall'abside mediante un deambulatorio semicircolare.
Il soffitto del presbiterio venne decorato dal pittore Fermo Ferrarese e quelli delle navate centrale e laterali da Vittorio Magagnotti. I pilastri dell'arco trionfale dell'abside sono stati decorati da un mosaico realizzato dal bovolonese Giovanni Cucco.
Nelle absidi laterali sono state realizzate delle nicchie che ospitano quattro statue lignee di santi.
All'interno si conservano ancora:
- dipinto ad olio su tela seicentesco con San Lorenzo sulla graticola, di autore ignoto, collocata sulla parete destra del coro (di 430 x 280 cm);
- sarcofago del vescovo Niccolò Ormaneto (1543-1570)
- statua della Madonna di Fatima del 1944[5];
- Crocefisso degli sposi, ricavato da un unico tronco di legno ed opera di un artigiano trentino;
- un Crocefisso copia di quello del Tacca a Prato
- candelabri, copia di quelli esistenti nella Certosa di Pavia.

Dalla chiesa si può accedere all'abside della vicina chiesa dei Santi Biagio, Fermo e Rustico, dove dal 2005 è stato ricavato un luogo di culto dedicato alla beata bovolonese Maria Pia Mastena

### Organo a canne
Nella conca dell'abside, dietro l'altare maggiore, si trova l'organo a canne Mascioni opus 1144, costruito nel 1998 dalla casa organaria Mascioni di Varese. A trasmissione mista, meccanica per i manuali e il pedale, elettrica per i registri, ha due tastiere di 58 note ciascuna ed una pedaliera concava di 30. Ultimamente la cassa armonica è stata ricoperta con motivi ornamentali è stato dotato di una consolle-tastiera mobile.